# Neerim South
Neerim South – miasto w Australii, w stanie Wiktoria.